# Граббе, Александр Павлович
Гра́ббе, Алекса́ндр Па́влович (1838—1863) — штабс-ротмистр, участник Кавказских походов и действий против польских повстанцев. Умер от ран, полученных в бою под Сендзеёвицами.

## Биография
Сын генерал-адъютанта П. X Граббе, родился в 1838 году, воспитанник Пажеского корпуса, в 1857 году был произведён в поручики Северского драгунского полка, расположенного на Кавказе, где прослужил 6 лет, участвуя в экспедициях и делах с горцами. За боевые отличия и выдающуюся храбрость он получил ордена от св. Станислава 3-й степени до св. Владимира 4-й степени (все с мечами) включительно и чин штабс-ротмистра.
В начале 1863 года Граббе был переведён в Лейб-гвардии Гродненский гусарский полк и с июня принимал участие в действиях против польских повстанцев. В начале августа он состоял в колонне флигель-адъютанта полковника Клота, уничтожил с небольшой командой Кавказских линейных казаков отряд Парчевского (около Вильковице) и затем был ранен при преследовании отряда Бентковского.

## Смерть
В ночь с 13 (25) на 14 (26) августа 1863, с отрядом из 42 человек, в том числе четыре офицера Гродненского полка: поручик А.Н. Витмер, князь Урусов, корнет Ермолов и войсковой старшина Маноцков, — около деревни Сендзеёвице (близ Ласка), Граббе настиг Бентковского, соединившегося уже с крупным отрядом Тачановского, причём силы инсургентов достигали до 1.5 — 2 тысяч человек. Инсургенты пообещали гусарам, как «братьям-шляхтичам» жизнь за выдачу казаков и переход на их сторону. Те в ответ атаковали противника. Будучи окружены поляками, Граббе и его отряд защищались 3 часа, отбили несколько атак, но в конце концов почти все были перебиты или ранены, 27 бойцов скончались на поле боя. Ещё 15, включая Граббе, были взяты в плен (из них 12 ранеными) и заключены мятежниками в одну из деревенских изб.
Тем не менее, уже в ночь на 16 (28) августа мятежники Тачановского с приближением регулярных войск покинули населенный пункт оставив там всех пленных.
Граббе, в ходе боя помимо огнестрельного ранения получивший несколько рубленых ран тела и лишившийся кисти правой руки, после пятидневных мучений умер около 7 часов утра 19 (31) августа 1863 года в лазарете регулярных войск в деревне Сендзеёвице, последними его словами, по воспоминаниям А. Н. Витмера, были: «Дайте же мне моего коня, мне надо скакать… лететь…».
По поводу его смерти император Александр II в рескрипте отцу героя, генерал-адъютанту П. Х. Граббе, 21 августа (2 сентября) 1863 года выразил своё «душевное огорчение» о потере подававшего «большие надежды офицера».

### Некрологи
- Штаб-ротмистр л.-гв. Гродненского гусарского полка А. П. Граббе // Русский инвалид. — № 189. — С. 810.
- Гвардии штабс-ротмистр Граббе и линейные казаки. Линейца Сафонова // Русский инвалид. — № 193. — С. 826.
- Геройская смерть штаб-ротмистра Граббе // Северная почта. — № 189. — С. 767.
  - Также опубликовано в Геройская смерть штаб-ротмистра Граббе // Сын Отечества. — № 209. — С. 1651—1652.
- Геройская смерть штаб-ротмистра Граббе // Весть. — № 4.